# 블라디미르 다리다
블라디미르 다리다(Vladimír Darida, 1990년 8월 8일 ~)는 체코의 축구 선수이다. 현재 아리스에서 활약하고 있다.

## 수상

### 클럽
빅토리아 플젠
- 감브리누스리가: 2010–11, 2012–13
- 체코컵: 2009–10
- 체코 슈퍼컵: 2011

### 국가대표팀
체코
- 차이나컵 동상: 2018[2]